# Mieczysław Mielech
Mieczysław Jan Aleksander Mielech (ur. 17 lutego 1907 w Lubaczowie, zginął w kwietniu 1940 w Charkowie) − podporucznik łączności rezerwy Wojska Polskiego, urzędnik państwowy, ofiara zbrodni katyńskiej.

## Życiorys
Urodził się w rodzinie Jana Mielecha i Franciszki z Zahutów (primo voto Butyter). Ojciec był podoficerem armii austro-węgierskiej w Galicyjskim Pułku Piechoty Nr 90, a następnie w II RP pracownikiem kolei państwowych. Jego przyrodnimi braćmi byli podpułkownik Wojska Polskiego Eugeniusz Butyter i malarz Emil Butyter.
Po ukończeniu Gimnazjum w Krośnie, Mieczysław Mielech w latach 1929−1930 uczęszczał do Szkoły Podchorążych w Zegrzu. Został mianowany podporucznikiem rezerwy ze starszeństwem od 1 stycznia 1933. W 1934 i 1936 roku odbył ćwiczenia rezerwy w 22 Dywizji Piechoty Górskiej przysposabiające do dowodzenia plutonem telegraficznym. Pracował w Ubezpieczalni Społecznej w Krośnie. Posługiwał się w mowie i piśmie językami niemieckim i ruskim.
W kampanii wrześniowej walczył w ramach 22. Dywizji Piechoty w 6. Batalionie Telegraficznym. Został wzięty do niewoli przez Armię Czerwoną. Znalazł się w obozie jenieckim w Starobielsku. Został zamordowany w Charkowie w kwietniu 1940 roku.
Był żonaty z Józefą z Krzanowskich (1910−1967). Osierocił jedyną córkę Marię (1937−2019), po mężu Kustroń, inżyniera chemika Huty Krosno oraz długoletnią nauczycielkę przedmiotów ścisłych w krośnieńskich szkołach.

## Upamiętnienie
Został upamiętniony na pomniku katyńskim w Lubaczowie oraz na tablicy w kościele farnym w Krośnie. W Lubaczowie poświęcono mój jeden z posadzonych tam dębów.
Pośmiertnie został mianowany w 2007 na stopień porucznika.